# Пекалкевич, Януш
Януш Пекалкевич (пол. Janusz Piekałkiewicz, 1925, Варшава — 9 марта 1988) — польский деятель сопротивления, историк, писатель
.